# Mollisia macrosperma
Mollisia macrosperma är en svampart som först beskrevs av Pier Andrea Saccardo, och fick sitt nu gällande namn av Le Gal & F. Mangenot 1961. Mollisia macrosperma ingår i släktet Mollisia och familjen Dermateaceae.   Inga underarter finns listade i Catalogue of Life.